# Aeroportul Raufarhöfn
Aeroportul Raufarhöfn (IATA: RFN, ICAO: BIRG) este un aeroport din Raufarhöfn⁠(d), Norðurþing⁠(d), Norðurland eystra⁠(d), Islanda ce deservește zona Raufarhöfn⁠(d). A fost numit după zona deservită.
Situat la o altitudine de 12 m, aeroportul dispune de o singură pistă.